# Cristi Puiu
Cristi Puiu (Bucareste, 3 de abril de 1967) é um cineasta e roteirista romeno. Puiu já ganhou vários prêmios internacionais, entre eles o urso de ouro de melhor curta no Festival de Berlin de 2004 pelo filme Cigarettes and Coffee, e o prêmio de melhor filme na mostra Un Certain Regard do Festival de Cannes de 2005 pelo filme The Death of Mr. Lazarescu.
Puiu é casado com a produtora e diretora romena Anca Puiu, com quem fundou a produtora de filmes Mandragora em 2004.

## Filmografia como diretor
- 2023 MMXX
- 2020 Malmkrog
- 2016 Sieranevada[6]
- 2014 Bridges of Sarajevo (documentary)
- 2010 Aurora
- 2005 The Death of Mr. Lăzărescu (Moartea domnului Lăzărescu)
- 2004 Cigarettes and Coffee (Un cartuș de Kent și un pachet de cafea), short
- 2001 Stuff and Dough (Marfa și banii)